# St. Johannes der Evangelist (Sirzenich)

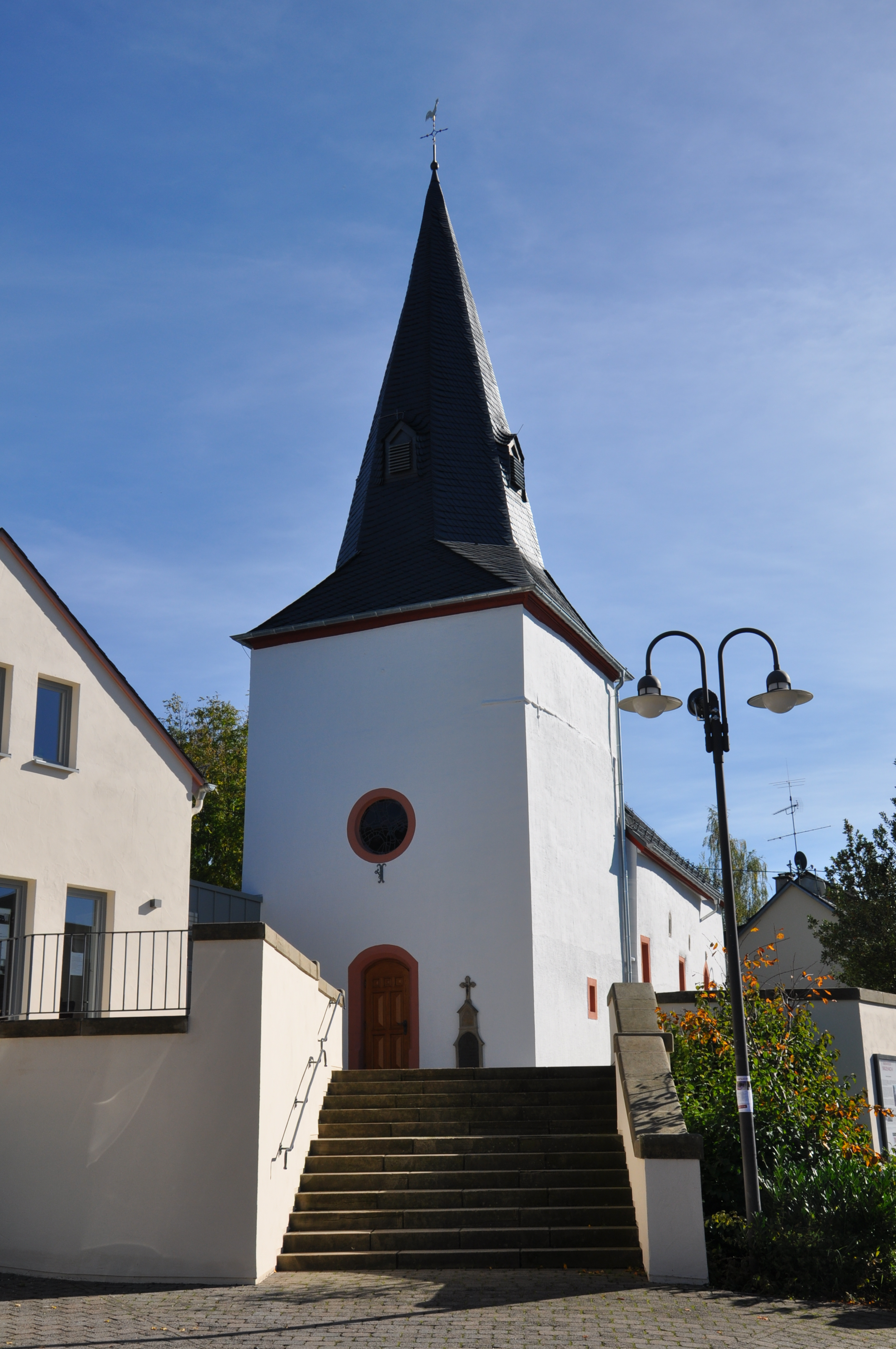
St. Johannes Evangelist in Sirzenich

St. Johannes der Evangelist ist die römisch-katholische Filialkirche des Ortsteils Sirzenich der Ortsgemeinde Trierweiler im Landkreis Trier-Saarburg in Rheinland-Pfalz.

## Geschichte
Eine Kirche in Sirzenich wurde das erste Mal 1227 erwähnt. Von dieser ersten Kirche stammen vermutlich Teile des Glockenturms der heutigen Kirche. Vor 1436 wurde jedoch außer dem Turm die Kirche abgerissen und durch eine 1436 erbaute, gotische Kirche ersetzt. Von dieser zweiten Kirche ist der Chor erhalten. Das heutige Langschiff wurde 1681 errichtet. 1973 ist die kleine Kirche deutlich erweitert worden. Dabei wurde der alte Kirchenraum als Sakristei umgenutzt und der Gottesdienstraum in den Neubau verlegt. Zu Beginn des Jahres 2013 wurde die Kirchenerweiterung von 1973 nach der im November 2012 erfolgten Profanierung abgebrochen und nachfolgend die Kirche in ihrer ursprünglichen Bauform wiederhergestellt bzw. saniert.

## Ausstattung
In der Kirche befinden sich ein spätgotisches Sakramentshäuschen sowie ein Taufbecken aus dem Jahr 1784.